# Герб Кировоградской области
Герб Кировоградской области (укр. Герб Кіровоградської області) — официальный символ Кировоградской области Украины. Утвержден решениями Кировоградского областного совета от 29 июля 1998 года № 24 и 23 октября 1998 года № 38. Авторы — В. Е. Кривенко и К. В. Путевой, лозунг — В. И. Сибирцев.

## Описание
В червлёном щите золотой степной (скифский) орёл. Над щитом прямоугольная лазоревая хоругвь с золотым трезубцем, окаймлённая золотом и украшенная зелёными ветвями. Щит обрамлён венком из золотых колосьев сверху и дубовых листьев снизу, перевитых лазоревой лентой с надписью золотыми литерами «З добром до людей» (в переводе с украинского языка — «С добром к людям»).

## История
Древнейшим известным государственным образованием, в состав которого входили земли современной Кировоградщины, была Скифия, которая существовала на территории степной и лесостепной зон Украины с VII по III века до н. э., возле села Кучеровка (ныне Знаменского района) в 1763 году при раскопках Литой Могилы (Мельгуновского кургана) обнаружено захоронение вождя одного из скифских племен конца VII — начала VI века до н. э При этом найдены золотые украшения с изображением степного орла, которые и были использованы как символ при разработке вариантов герба. При стилизации изображения орла сохранены все основные черты археологической находки.

## Значение символики
Орёл считается символом мужества и великодушия, проникновенности и справедливости, силы и власти. В дохристианских представлениях соотносится с небом и светом (солнцем). В христианской символике передает идею вечности праведной жизни. В обоих случаях знак орла является эмблемой духовности. Золотой орёл в символах Кировоградской области символизирует родную землю, наследственность от прошлых поколений и духовное возрождение потомков.
Синяя хоругвь с трезубцем указывает на принадлежность области к Украине. Золотые пшеничные колосья подчёркивает богатство земледельческого края, золотые дубовые листья — мощь и выносливость. Синий, желтый и красный (малиновый во флаге) цвета подчеркивают давние казацкие традиции края и богатство земли степной Украины.